# Cobthach Cóel Breg
Cobthach Cóel Breg, figlio di Úgaine Mor (fl. VI secolo a.C.), è stato un leggendario re supremo d'Irlanda del VI secolo a.C.
Suo fratello, Lóegaire Lorc, fu il precedente re supremo. Cobthach fu consumato a tal punto dalla sua gelosia da guadagnarsi l'epiteto di Cóel Breg, cioè il magro di Brega. Prese il potere fingendosi morto e quando Lóegaire si trovava prostrato sopra il suo corpo, egli ne approfittò per accoltellarlo. Cobthach uccise anche il figlio di Lóegaire, Ailill Áine, e costrinse il figlio di quest'ultimo, Ailill, a mangiare il cuore del padre e del nonno. Il giovane Labraid Loingsech, andò in esilio in Gallia, tornando 30 o 50 anni dopo, quando si vendicò e uccise Cobthach, prendendosi il trono.